# Nahid Riazi
Nahid Riazi (født 1966) er en dansk iranskfødt kvindesagsforkæmper, samfundsdebattør og foredragsholder. Hun kom til Danmark som politisk flygtning fra Iran i 1989.
Nahid Riazi er involveret i flere foreninger for kvinders rettigheder. Hun er koordinator for kvindeorganisationerne Foreningen for indvandrerkvinders rettigheder og Iranske Kvinders Rettigheder, og hun har været med til at oprette et rådgivningscenter for voldsramte kvinder med indvandrerbaggrund. Hun har været med til at skabe international opmærksomhed på stening af piger i Iran.
I samfundsdebatten er hun en stor modstander af islamiske imamers indflydelse og af fundamentalistiske islamiske organisationer. Hun har skarpt kritiseret organisationen Hizb ut-Tahrir samt Enhedslistens Asmaa Abdol-Hamid, som hun har kaldt en "islamisk fanatiker og tilhænger af Sharia"